# Campionati mondiali juniores di sci alpino 1996
I Campionati mondiali juniores di sci alpino 1996, 15ª edizione della manifestazione organizzata dalla Federazione Internazionale Sci, si svolsero in Svizzera, a Hoch-Ybrig, dal 27 febbraio al 3 marzo; il programma incluse gare di discesa libera, supergigante, slalom gigante, slalom speciale e combinata, sia maschili sia femminili.

## Risultati

### Uomini

#### Discesa libera
| Pos. | Atleta               | Nazione  | Tempo   |
| ---- | -------------------- | -------- | ------- |
| 1    | Ambrosi Hoffmann     | Svizzera | 1:31,08 |
| 2    | Daniel Dorigo        | Italia   | 1:31,77 |
| 3    | Claudio Dietrich     | Austria  | 1:31,97 |
| 4    | Didier Défago        | Svizzera | 1:32,19 |
| 5    | Robin Marullaz       | Francia  | 1:32,31 |
| 6    | Claude Crétier       | Francia  | 1:32,54 |
| 7    | Gregor Šparovec      | Slovenia | 1:32,90 |
| 7    | Rolf von Weissenfluh | Svizzera | 1:32,90 |
| 9    | Ožbi Ošlak           | Slovenia | 1:32,94 |
| 10   | Richard Bertram      | Canada   | 1:33,12 |

Data: 27 febbraio

#### Supergigante
| Pos. | Atleta                 | Nazione  | Tempo   |
| ---- | ---------------------- | -------- | ------- |
| 1    | Didier Défago          | Svizzera | 1:26,76 |
| 2    | Silvano Beltrametti    | Svizzera | 1:27,13 |
| 3    | Pierre-Emmanuel Dalcin | Francia  | 1:27,20 |
| 4    | Robin Marullaz         | Francia  | 1:27,28 |
| 5    | Daniel Dorigo          | Italia   | 1:27,39 |
| 6    | Joakim Schicht         | Norvegia | 1:27,41 |
| 7    | Mike Giannelli         | Canada   | 1:27,60 |
| 8    | Daniel Uznik           | Austria  | 1:27,64 |
| 9    | Ambrosi Hoffmann       | Svizzera | 1:27,73 |
| 9    | Dani Mattias           | Slovenia | 1:27,73 |

Data: 27 febbraio

#### Slalom gigante
| Pos. | Atleta             | Nazione  | Tempo   |
| ---- | ------------------ | -------- | ------- |
| 1    | Rainer Schönfelder | Austria  | 2:03,09 |
| 2    | Daniel Uznik       | Austria  | 2:03,75 |
| 3    | Didier Défago      | Svizzera | 2:04,56 |
| 4    | Achim Poscharnik   | Austria  | 2:04,84 |
| 5    | Ožbi Ošlak         | Slovenia | 2:04,87 |
| 6    | Martin Davik       | Norvegia | 2:05,09 |
| 7    | Vincent Lavoie     | Canada   | 2:05,12 |
| 8    | Thomas Geisser     | Svizzera | 2:05,23 |
| 9    | Kentarō Minagawa   | Giappone | 2:05,33 |
| 10   | Johan Brolenius    | Svezia   | 2:05,35 |

Data: 1º marzo

#### Slalom speciale
| Pos. | Atleta             | Nazione   | Tempo   |
| ---- | ------------------ | --------- | ------- |
| 1    | Benjamin Raich     | Austria   | 1:31,71 |
| 2    | Rainer Schönfelder | Austria   | 1:32,38 |
| 3    | Brent McKinlay     | Canada    | 1:32,49 |
| 4    | Kalle Palander     | Finlandia | 1:32,55 |
| 5    | Kentarō Minagawa   | Giappone  | 1:32,77 |
| 6    | Achim Poscharnik   | Austria   | 1:33,19 |
| 7    | Johan Brolenius    | Svezia    | 1:33,24 |
| 8    | Mitja Valenčič     | Slovenia  | 1:33,45 |
| 9    | Didier Défago      | Svizzera  | 1:33,83 |
| 10   | Ambrosi Hoffmann   | Svizzera  | 1:33,89 |

Data: 3 marzo

#### Combinata
| Pos. | Atleta             | Nazione   |
| ---- | ------------------ | --------- |
| 1    | Rainer Schönfelder | Austria   |
| 2    | Didier Défago      | Svizzera  |
| 3    | Kalle Palander     | Finlandia |

Data: 27 febbraio-3 marzo

Classifica stilata attraverso i piazzamenti ottenuti
in discesa libera, slalom gigante e slalom speciale

### Donne

#### Discesa libera
| Pos. | Atleta             | Nazione     | Tempo   |
| ---- | ------------------ | ----------- | ------- |
| 1    | Selina Heregger    | Austria     | 1:34,10 |
| 2    | Sylviane Berthod   | Svizzera    | 1:34,35 |
| 3    | Eveline Rohregger  | Austria     | 1:34,94 |
| 4    | Veronika Thanner   | Austria     | 1:35,45 |
| 5    | Kirsten Clark      | Stati Uniti | 1:35,50 |
| 6    | Antonella Marquis  | Italia      | 1:35,54 |
| 7    | Jennifer Mickelson | Canada      | 1:35,55 |
| 8    | Elena Tagliabue    | Italia      | 1:35,69 |
| 9    | Jonna Mendes       | Stati Uniti | 1:35,75 |
| 10   | Monika Bergmann    | Germania    | 1:35,93 |

Data: 27 febbraio

#### Supergigante
| Pos. | Atleta             | Nazione     | Tempo   |
| ---- | ------------------ | ----------- | ------- |
| 1    | Sylviane Berthod   | Svizzera    | 1:31,50 |
| 2    | Katarina Breznik   | Slovenia    | 1:32,71 |
| 3    | Elisabeth Brandner | Germania    | 1:32,84 |
| 4    | Veronika Thanner   | Austria     | 1:32,89 |
| 5    | Selina Heregger    | Austria     | 1:33,00 |
| 6    | Jennifer Mickelson | Canada      | 1:33,00 |
| 7    | Antonella Marquis  | Italia      | 1:33,34 |
| 8    | Monika Bergmann    | Germania    | 1:33,47 |
| 9    | Tina Bogataj       | Slovenia    | 1:33,58 |
| 10   | Kirsten Clark      | Stati Uniti | 1:33,92 |

Data: 28 febbraio

#### Slalom gigante
| Pos. | Atleta             | Nazione     | Tempo   |
| ---- | ------------------ | ----------- | ------- |
| 1    | Karen Putzer       | Italia      | 2:07,15 |
| 2    | Selina Heregger    | Austria     | 2:07,96 |
| 3    | Katarina Breznik   | Slovenia    | 2:09,98 |
| 4    | Sabine Egger       | Austria     | 2:10,81 |
| 5    | Sylviane Berthod   | Svizzera    | 2:11,32 |
| 6    | Antonella Marquis  | Italia      | 2:11,59 |
| 7    | Tina Bogataj       | Slovenia    | 2:12,00 |
| 8    | Kirsten Clark      | Stati Uniti | 2:12,57 |
| 9    | Elisabeth Brandner | Germania    | 2:12,84 |
| 10   | Monika Bergmann    | Germania    | 2:12,98 |

Data: 29 febbraio

#### Slalom speciale
| Pos. | Atleta           | Nazione     | Tempo   |
| ---- | ---------------- | ----------- | ------- |
| 1    | Sandra Hälldahl  | Svezia      | 1:43,79 |
| 2    | Monika Bergmann  | Germania    | 1:43,91 |
| 3    | Sabine Egger     | Austria     | 1:44,60 |
| 4    | Karin Huttary    | Svezia      | 1:45,55 |
| 5    | Sarah Schleper   | Stati Uniti | 1:45,82 |
| 6    | Linda Alpiger    | Svizzera    | 1:46,33 |
| 7    | Karolína Šedová  | Rep. Ceca   | 1:46,46 |
| 8    | Karin Blaser     | Austria     | 1:46,50 |
| 9    | Michelle Wall    | Australia   | 1:46,56 |
| 10   | Katarina Breznik | Slovenia    | 1:46,85 |

Data: 2 marzo

#### Combinata
| Pos. | Atleta           | Nazione  |
| ---- | ---------------- | -------- |
| 1    | Selina Heregger  | Austria  |
| 2    | Sylviane Berthod | Svizzera |
| 3    | Katarina Breznik | Slovenia |

Data: 27 febbraio-2 marzo

Classifica stilata attraverso i piazzamenti ottenuti
in discesa libera, slalom gigante e slalom speciale

## Medagliere per nazioni
| Pos. | Nazione   | Oro | Argento | Bronzo | Totale |
| ---- | --------- | --- | ------- | ------ | ------ |
| 1    | Austria   | 5   | 3       | 3      | 11     |
| 2    | Svizzera  | 3   | 4       | 1      | 8      |
| 3    | Italia    | 1   | 1       | 0      | 2      |
| 4    | Svezia    | 1   | 0       | 0      | 1      |
| 5    | Slovenia  | 0   | 1       | 2      | 3      |
| 6    | Germania  | 0   | 1       | 1      | 2      |
| 7    | Canada    | 0   | 0       | 1      | 1      |
| 7    | Finlandia | 0   | 0       | 1      | 1      |
| 7    | Francia   | 0   | 0       | 1      | 1      |